# 삼성 갤럭시 J5 (2017)
삼성 갤럭시 J5 (2017)은 삼성 갤럭시 J5의 2017년 모델이며 삼성 갤럭시 J5 (2016)의 후속 기종이다. 삼성에서 2017년 출시된 모델로 HD Display SAMOLED, 지문인식, 삼성페이가 탑재된 모델이다.

## 개요
삼성 갤럭시 J5 (2017)은 삼성 갤럭시 J5 시리즈의 2017년 모델이며 삼성 갤럭시 J5 (2016)의 후속 기종이다. 삼성에서 2017년 출시된 모델로 J라인업 최초로 안드로이드 누가(nougat os), 지문인식, 삼성페이가 탑재된 모델이다.
플립케이스는 사용 가능하나 view 기능,무선충전,방수기능은 지원되지 않는다.

## 가격 및 색상
34만4,300원에 출시되었으며 블랙,블루실버,핑크 3가지 색상이 있다.

## 같이 보기
- 삼성 갤럭시 J 시리즈
- 삼성 갤럭시
- 삼성그룹
- 안드로이드 (운영체제)

## 안드로이드 업데이트
2018년 9월 12일, 한국 내수용 모델인 SM-J530K/S/L의 안드로이드 8.1 오레오 업데이트가 실시되었다. 최초 펌웨어 버전은 8.1.0이며 빌드 버전은 BRH9이다. 해당 업그레이드를 통해 사용자 인터페이스가 Samsung Experience 9.5로 업데이트되었다.
2019년 9월 17일에는 한국 내수용 모델 SM-J530S/K/L의 안드로이드 9.0 파이 업데이트가 실시되었다. OS 업그레이드와 함께 삼성전자의 새로운 사용자 인터페이스인 One UI로 업데이트되었다.

## 참고 사항
2019년 2월 삼성전자는 8월 중에 안드로이드 9.0 파이 업데이트가 실시된다는 공지를 올렸으나 기술적 문제로 1개월이 연기되어 9월 17일에 업데이트가 실시되었다.
1. ↑  2017년형 '갤럭시 J5' 국내모델 안드로이드 9.0 파이 업데이트 - 케이벤치 (2022년 4월 8일 확인)